# Hrabstwo Hunt

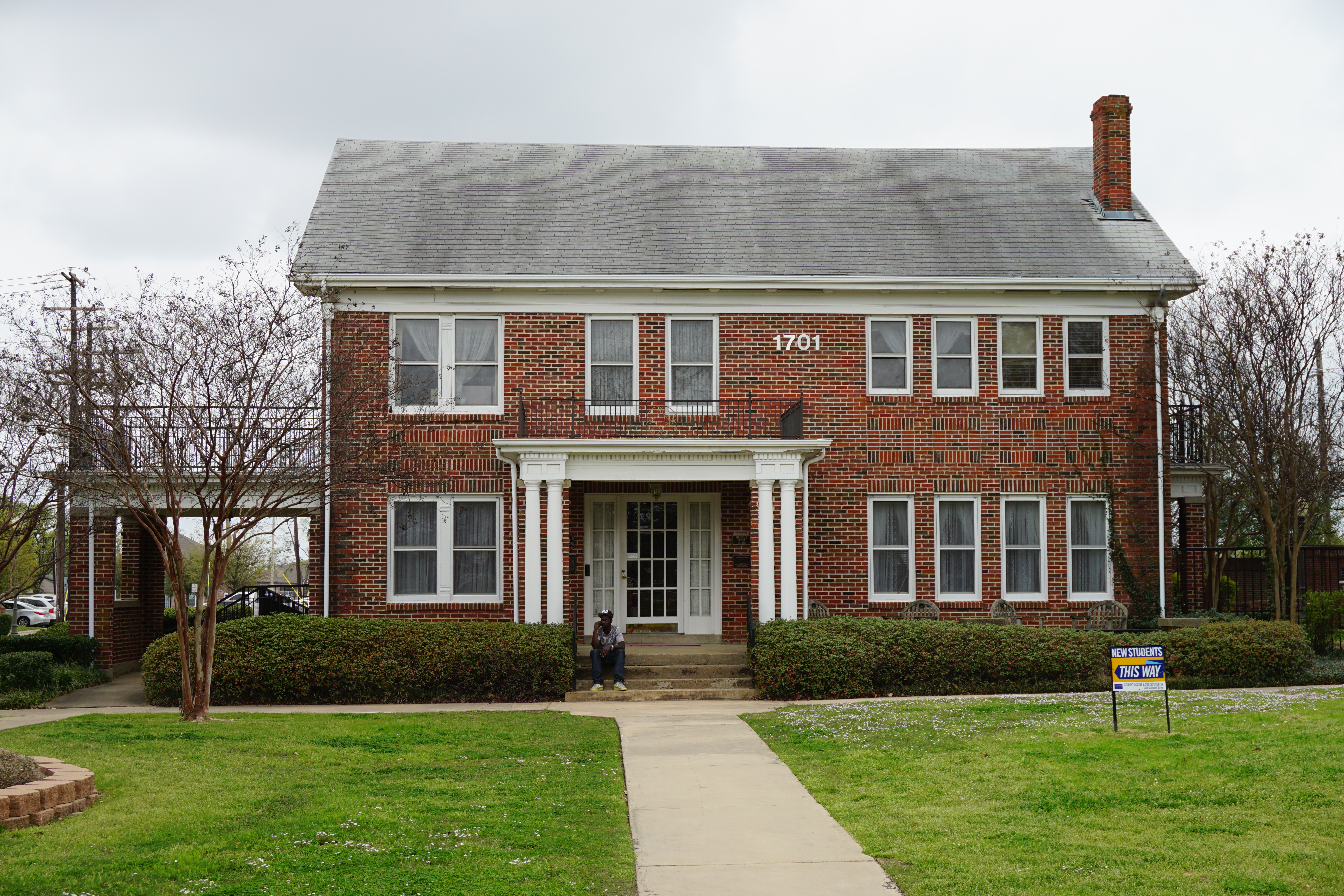
Zabytkowy budynek w Commerce

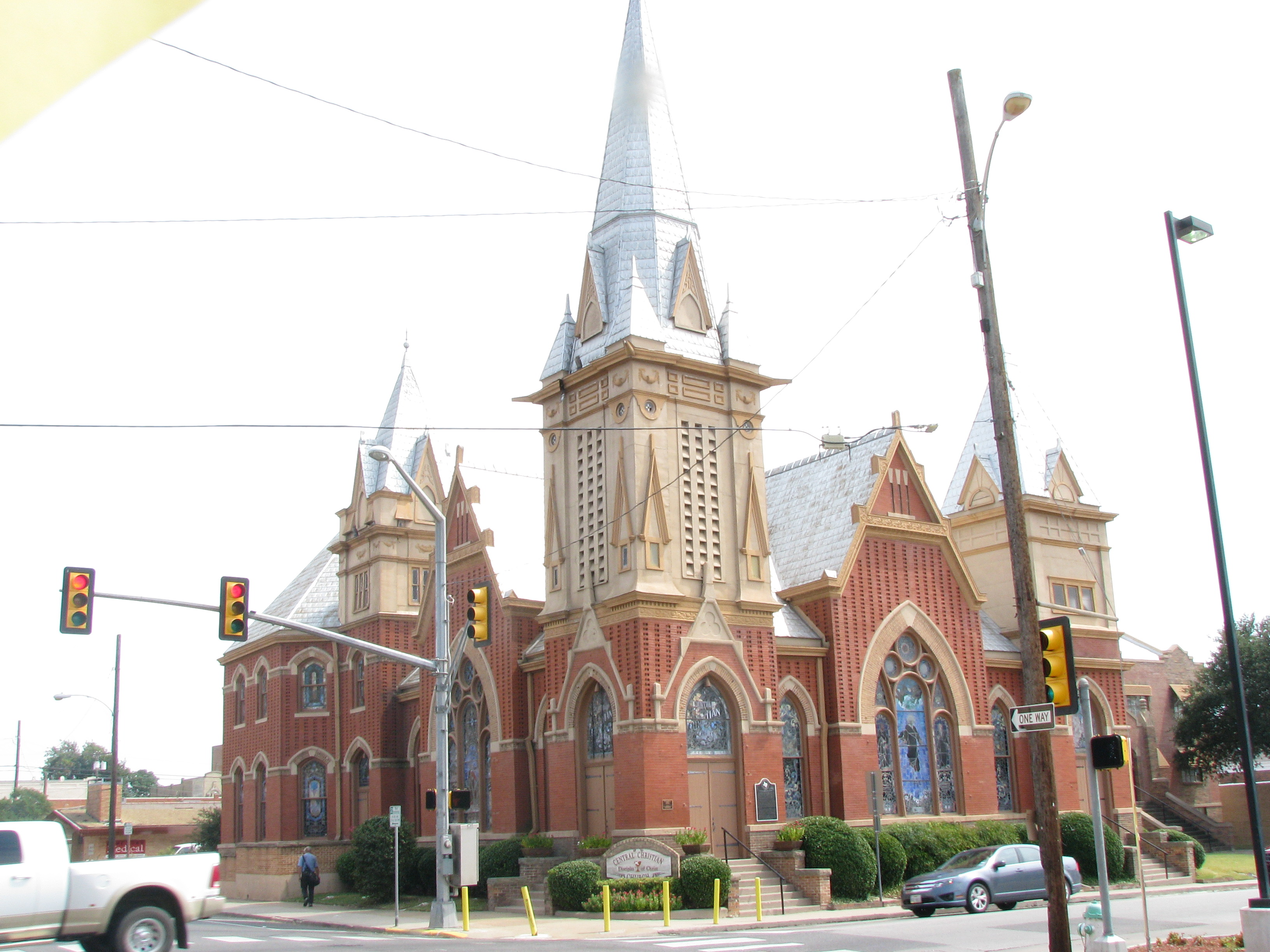
Zabytkowy kościół protestancki w Greenville

Hrabstwo Hunt – hrabstwo położone w USA, w stanie Teksas. Utworzone w 1846 r. Siedzibą hrabstwa jest Greenville. Jest najbardziej wysuniętym na północny–wschód obszarem metropolii Dallas–Fort Worth. Według danych z 2023 roku liczy 113,3 tys. mieszkańców.

## Gospodarka
Średni dochód gospodarstwa domowego (dane z 2022) w hrabstwie wynosi 66 885 dolarów, zaś dochód na mieszkańca 31 362 dolarów. 12,9% mieszkańców żyje poniżej relatywnej granicy ubóstwa.
- hodowla koni (9. miejsce w stanie), trzody chlewnej, kóz, owiec, bydła i drobiu[2]
- akwakultura (20. miejsce)[2]
- uprawa drzewek (21. miejsce)[2]
- produkcja siana (30. miejsce)[2]
- uprawa pszenicy, soi, kukurydzy, bawełny i warzyw[2]
- sadownictwo[2]
- przemysł mleczny[2].

## Sąsiednie hrabstwa
- Hrabstwo Fannin (północ)
- Hrabstwo Delta (północny wschód)
- Hrabstwo Hopkins (wschód)
- Hrabstwo Rains (południowy wschód)
- Hrabstwo Van Zandt (południowy wschód)
- Hrabstwo Kaufman (południe)
- Hrabstwo Rockwall (południowy zachód)
- Hrabstwo Collin (zachód)

## Miasta
- Caddo Mills
- Campbell
- Celeste
- Commerce
- Greenville
- Hawk Cove
- Lone Oak
- Neylandville
- Quinlan
- Royse City
- Union Valley
- West Tawakoni
- Wolfe City

## Demografia
W latach 2010–2020 populacja hrabstwa wzrosła o 16% do 100 tys. mieszkańców. Według danych pięcioletnich z 2022 roku skład rasowy hrabstwa wyglądał następująco: 68,7% stanowiły białe społeczności nielatynoskie, 18,6% Latynosi, 7,8% czarni lub Afroamerykanie, 7,6% było rasy mieszanej, 1,2% Azjaci i 0,7% to rdzenna ludność Ameryki.
Do największych grup należały osoby pochodzenia: meksykańskiego (16,3%), angielskiego (11,4%), niemieckiego (10,9%), irlandzkiego (10,3%), afroamerykańskiego (7,1%), „amerykańskiego” (7,1%) i szkockiego lub szkocko–irlandzkiego (3,3%).

## Religia
Hrabstwo leży w regionie pasa biblijnego, tradycyjnie ewangelikalnym, gdzie działa wiele ewangelikalnych grup wyznaniowych (baptyści, zbory bezdenominacyjne, campbellici, zielonoświątkowcy i inni). Według danych spisowych z 2020 roku, istnieje liczne grono muzułmanów (3%). Inne religie obejmowały katolików (2,7%), zjednoczonych metodystów (2,2%), świadków Jehowy (0,72%) i mormonów (0,5%). 